# Лава
Лава представља отопљену стенску масу истиснуту на површину Земље вулканском ерупцијом. Хлађењем и очвршћавањем лаве формирају се ефузивне (изливне) магматске стене - вулканити. При избијању лаве на површину обично им се температура креће у распону од 700 °C до 1200 °C, а вискозитет им је око 100.000 пута већи од вискозитета воде.

## Састав лаве
Зависи од многобројних фактора:
- хемијски састав
- температура
- вискозност
- тип ерупције

Састав варира између крајње базе (45%-50% силицијума) и крајње „киселине“ (70%-75% силицијума). Стене које представљају резултат претварања у чврсто стање (стене) одржавају тај састав. Садрже често велике кристале који сведоче да су претходно боравиле у магматској комори и који су уроњени у фину масу која се састоји од микроскопских минерала. Најбазичније стене, базалти, црне су боје и садрже минерале са малим процентом силицијума, какав је оливин. Стене које се налазе у међу простору, као што је андезит, сивље су и садрже доста ортокласа. Најкиселије стене, као што је риолит, имају светлу боју и садрже много кварца. У зависности од вискозитета лаве и значаја експлозивних феномена, код континенталних вулкана разликује се неколико типова вулканских ерупција, које могу постојати у истом вулкану у зависности од његових активних фаза. Хавајски тип производи, пре свега, веома флуидне изливе лаве. Вулканолошки тип је посебан по томе што поседује снажна избацивања измрвљене вискозне лаве гаса и пепела. Стромболски тип ствара алтернативно изливе лаве и пирокластичне токове. Пелејски тип карактеришу веома вискозне лаве, са веома тешким изливом, и избацивање ужарене лаве.
Напомена: Део текста преузет са презентације http://www.znanje.org уз одобрење